# Duut
1. WEITERLEITUNG Henk Duut